# Église des Jésuites de Sibiu
L’église des Jésuites est un édifice religieux catholique sis au cœur du centre historique de la ville de Sibiu, en Transylvanie (Roumanie). De style baroque et construite à partir de 1726 comme église du collège et résidence jésuite y attenant elle devint église paroissiale catholique (église de la Sainte-Trinité), lorsque l’Ordre jésuite fut supprimé (1773). Le monument est classé au patrimoine architectural de Roumanie.

## Histoire

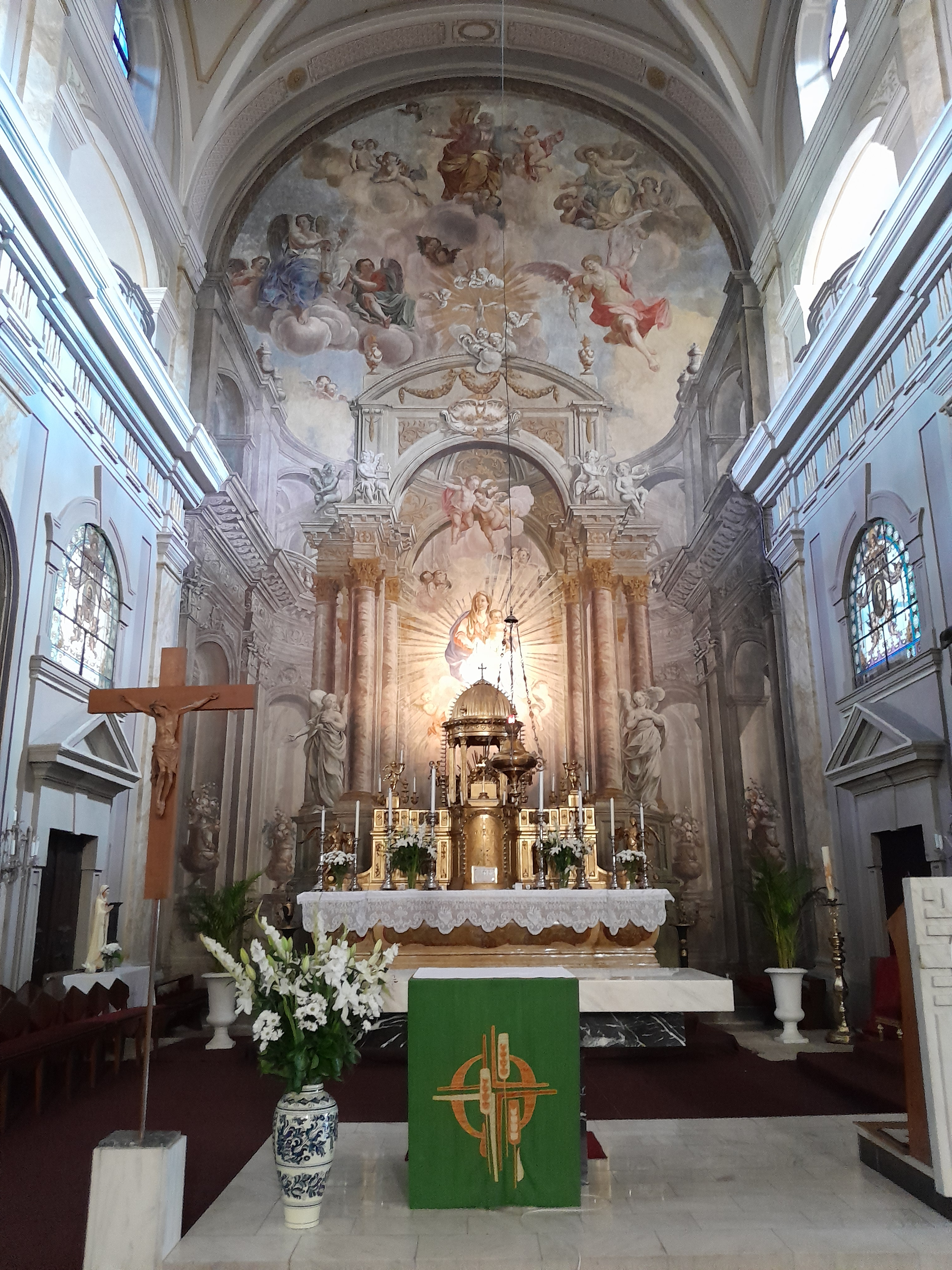
Intérieur de l'église

Depuis 1543 toutes les églises paroissiales de Sibiu (alors connue sous le nom de Hermannstadt) sont protestantes, la population de la région étant d’origine allemande. Ce n’est qu’à partir de 1688, lorsque la Transylvanie est incorporée à la Monarchie de Habsbourg qu’une présence catholique est autorisée. Les jésuites arrivent à Sibiu en 1689 et y ouvrent un collège en 1692 (aujourd’hui: ‘Collège national Gheorghe Lazar’).
En 1721 plusieurs parcelles sont jointes pour permettre aux jésuites de construire leur église avec résidence. La première pierre est posée en 1726. La construction est achevée en 1733 et l’église, consacrée par Mgr Gregor Sorger, est ouverte au culte le 13 septembre de la même année. La tour-clocher structurellement indépendante, est achevée en 1738.
Lorsque la Compagnie de Jésus fut supprimée (1773) les Jésuites durent quitter les lieux, et l’église devint église paroissiale catholique. Elle fut renommée ‘église de la sainte-Trinité’.
Monument historique, l'église est classée au patrimoine immobilier de la Roumanie sous le nom de l‘ancienne église des Jésuites. Avec l’ancienne résidence jésuite qui est aujourd’hui le centre paroissial, elle occupe le côté septentrional de la ‘Grand place’ historique de la ville, juste à côté de l’hôtel de ville. Sur le côté occidental de la même place se trouve le palais Brukenthal (aujourd’hui musée national Brukenthal). Quelques maisons du côté méridional sont également monuments historiques. L’ancien collège jésuite, aujourd’hui ‘Collège national Gheorghe Lazăr’ se trouve ‘rue Gheorghe Lazăr’, à deux pas, au sud, de la Grand place.

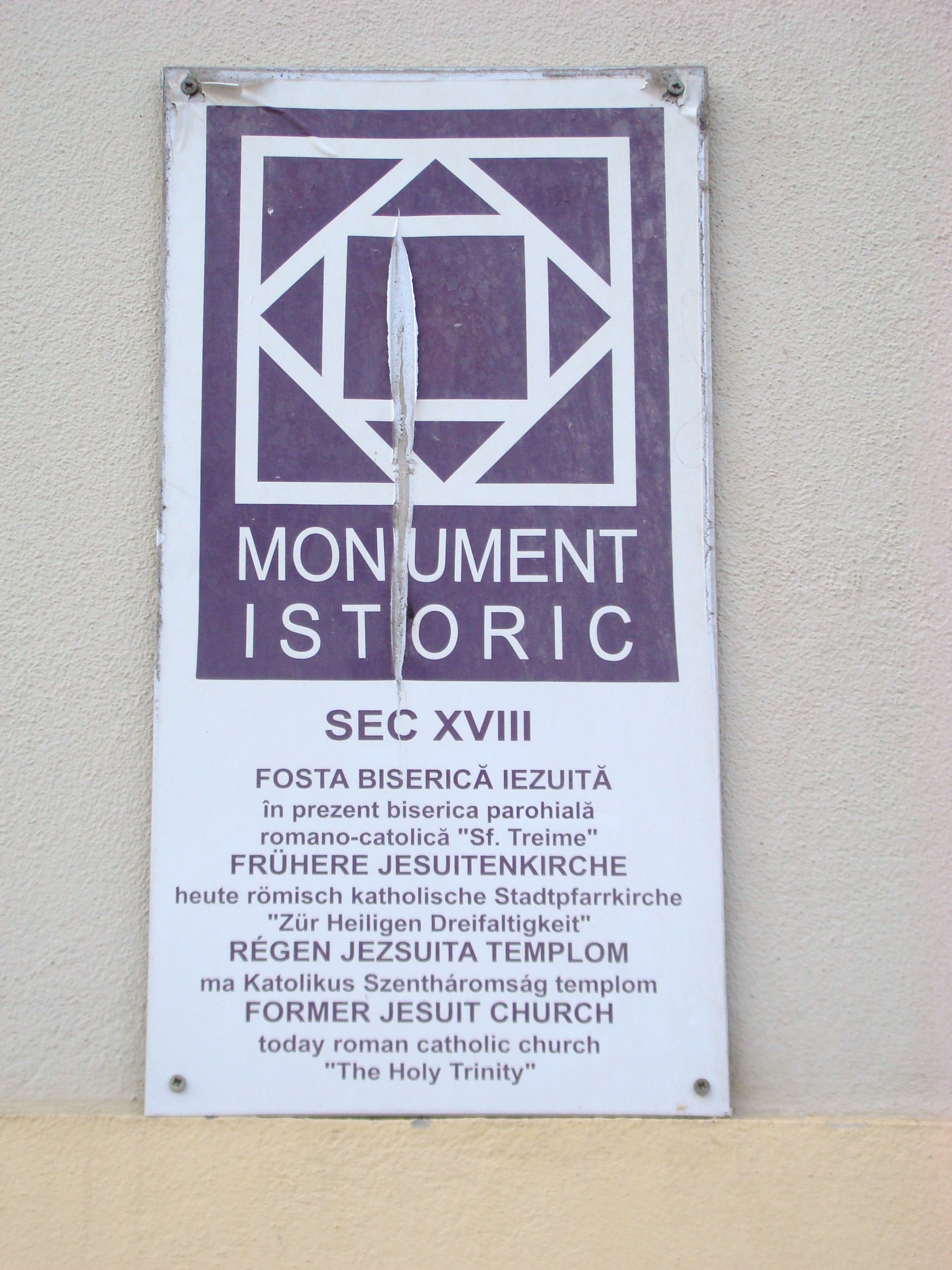
L'église est un 'monument historique'

## Description
- Au-dessus du tabernacle se trouve une fresque de la Vierge à l’Enfant considérée comme la ‘peinture baroque la plus significative de Sibiu’. L’ensemble du mobilier de l’église est de style baroque.
- Adossé au côté sud du sanctuaire se trouve le monument funéraire du maréchal Otto Ferdinand von Traun (1677-1748), gouverneur de Transylvanie, œuvre de Anton Schuchbauer.
- Les vitraux, avec leurs thèmes bibliques, hagiographiques (dont saint Stanislas Kostka) et allégoriques furent manufacturés à Budapest en 1901.